# Hydroxynorketamin
Hydroxynorketamin (HNK) ist ein Metabolit von Ketamin, welches durch Hydroxylierung seines Metaboliten Norketamin gebildet wird. Im Gegensatz zu Ketamin und Norketamin ist Hydroxynorketamin als Anästhetikum und Dissoziativum inaktiv und produziert keine Rauschzustände.

## Stereochemie
Hydroxynorketamin besitzt zwei chirale Zentren, es gibt daher vier Stereoisomere.
| Stereoisomere des Hydroxynorketamins | Stereoisomere des Hydroxynorketamins | Stereoisomere des Hydroxynorketamins | Stereoisomere des Hydroxynorketamins |
| ------------------------------------ | ------------------------------------ | ------------------------------------ | ------------------------------------ |
| (2R,6R)-Stereoisomer                 | (2S,6S)-Stereoisomer                 | (2R,6S)-Stereoisomer                 | (2S,6R)-Stereoisomer                 |

## Pharmakologie
Die pharmakologische Wirkung von Ketamin bei Depressionen wird auf den Metabolit (2R,6R)-Hydroxynorketamin zurückgeführt. Dies wurde erstmals 2016 demonstriert und im Journal Nature veröffentlicht. (2R,6R)-HNK zeigte noch 3 Tage nach Verabreichung an Mäusen antidepressivartige Effekte. Im Gegensatz zu Ketamin wirkt HNK kaum an den NMDA-Rezeptoren (Ki = 21,19 µM für (2S,6S)-HNK und > 100 μM für (2R,6R)-HNK), sondern vermittelt seine Wirkung über AMPA-Rezeptoren. HNK zeigt keine suchtbildende Wirkung in Mäusen.